# Florianowo (województwo wielkopolskie)
Florianowo – wieś w Polsce położona w województwie wielkopolskim, w powiecie konińskim, w gminie Wierzbinek.
W latach 1975–1998 miejscowość należała administracyjnie do województwa konińskiego.
Etymologia nazwy wsi wywodzi się od imienia własnego Florian. W 1921 roku zapisywana była jako Florjanowo.